# Een dollarjacht in een D-trein
Een dollarjacht in een D-trein is het negende deel van de Bob Evers-boekenreeks van de schrijver Willy van der Heide. Het is ook het tweede deel van een trilogie waartoe verder de delen Drie jongens als circusdetective en Een speurtocht door Noord-Afrika behoren.

## Verhaal
Hoofdpersonen van de serie zijn de Nederlandse jongens Arie Roos en Jan Prins en hun Amerikaanse vriend Bob Evers.
De jacht op de valse dollars, die begon in Drie jongens als circusdetective, wordt in dit boek verder beschreven. Het is al bekend geworden dat de valse dollars getransporteerd worden, verborgen in speelgoedtreintjes. De drie jongens worden door het Amerikaanse FBI, dat de leiding van de operatie toevertrouwt aan de agenten Masters en Strauss, ingeschakeld om het spoor van de dollars verder te volgen. Zij reizen met de D-trein van Den Haag naar Zürich, waar zich de speelgoedfabriek bevindt die de bewuste treintjes fabriceert.
Op het station van Brussel komen zij de Bolle weer tegen, een lid van de Nederlandse tak van de smokkelaarsbende die zij al eerder ontmoetten in Drie jongens als circusdetective. De Bolle blijkt ook met de trein op weg naar Zürich te zijn. Met een list zien zij kans hem aan de Belgisch-Franse grens te laten arresteren door de douane, waarbij ook Arie de trein moet verlaten. Arie reist daarna liftend door naar Zürich.
In Zürich aangekomen nemen Jan en Bob, die zich voordoen als verslaggevers van een Amerikaans blad over speelgoedtreinen, contact op met ir. Dausenberg van de speelgoedfabriek, wiens naam zij in Nederland al te weten waren gekomen. Bij een nachtelijke inval in de fabriek horen zij dat de valse dollars gemaakt worden in Noord-Afrika. Bob krijgt van Masters de opdracht met een van de smokkelbende buitgemaakte kaart in code ijlings naar Napels te gaan om contact op te nemen met een daar aanwezige cryptografische expert van de FBI. De leden van het Zwitserse deel van de smokkelaarsbende worden aangehouden, op Sardoni na die achter Bob aan gaat naar Napels.

## Drukgeschiedenis
De eerste druk werd in 1952 gepubliceerd door de uitgeverij M. Stenvert & Zoon te Meppel in een hardcoveruitgave, met stofomslag en illustraties van Frans Mettes. Tot aan 1959 verschenen nog vier drukken.
In 1967 werd het formaat gewijzigd. Het boek werd voortaan gepubliceerd als pocketboek (17,5×11,5 cm). De tekst van deze uitgave was door de auteur bewerkt. De druknummering werd voortgezet en tot 1990 verschenen de volgende drukken:
- 1967 tot 1982: 5e t/m 20e druk, omslag van Moriën

N.B. De vijfde druk is in 1959 als hardcover en in 1966 als pocket uitgebracht.
- 1985 tot 1990: 21e t/m 22e druk, omslag van Bert Zeijlstra

In de pocketeditie zijn de illustraties uit de hardcoveruitgave overgenomen.